# Griffolino d'Arezzo
Grifolino d'Arezzo (Arezzo, ... – prima del 1272) è un personaggio citato da Dante nell'Inferno (XXIX, 73-120).
Il poeta fiorentino lo colloca nell'ottavo cerchio, dei fraudolenti, decima bolgia dei falsari, in particolare tra i falsari di metalli, facendogli dichiarare il suo peccato di alchimia.
Di lui si hanno alcune citazioni in alcuni documenti storici: fu iscritto alla società dei Toschi a Bologna nel 1258 e venne giustiziato come eretico prima del 1272, tramite arsura, probabilmente a Siena.
Dante gli fa raccontare in prima persona una sorta di novella circa la sua fine, dovuta alla promessa non mantenuta di far librare in volo il nobile senese Albero, che si infuriò e tramite il vescovo lo fece accusare di eresia e ardere.